# 緒方克明
緒方 克明（おがた かつあき）は、日本の実業家。アライアンス・バーンスタイン株式会社元代表取締役会長。

## 人物・経歴
佼成学園高等学校卒業後、1985年、上智大学理工学部物理学科卒業。1996年、ハーバード大学経営大学院修了。1996年にサンフォード・C・バーンスタイン（現・アライアンス・バーンスタイン・エル・ピー）入社後、リサーチ・アナリストとして流通、アパレル、食品、商社を中心とした日本株式を担当。2001年に日本株式シニア・ポートフォリオ・マネジャーに就任。2002年に日本バリュー株式最高投資責任者に就任。グローバル・バリュー株式投資政策グループメンバー。日本におけるバーンスタイン・バリュー株式運用の責任者を務めるとともに、取締役としてアライアンス・バーンスタインの経営に貢献。徹底したリサーチと規律正しいプロセスに基づく運用で手腕を発揮し、アジアン・インベスター誌の「インベストメント・パフォーマンス賞 2010」において日本株部門最優秀賞を受賞する等、優れた運用サービスを提供。2012年、同社代表取締役会長に就任。同社入社以前は、日本ペプシコーラ社にて財務企画室次長、ベイン社にてコンサルタント、シュルンベルジェ社にてシニア・フィールドエンジニアとして勤務。論文に｢グローバル化時代におけるバイサイドアナリストの意義と課題」 (共著、証券アナリストジャーナル誌 2001年9月号）がある。